# 不二子2
不二子2（ふじこツー）は、平和が2002年に開発・発売したパチスロ機。

## 特徴
前作「ルパン三世」の大ヒットを受け、液晶搭載機として登場。主役に峰不二子を据えているが、ルパン・次元・五右ェ門・銭形も登場する。
ツインBB搭載機。振り分けは1/3でスーパーとなるが、BB終了後100G間の「不二子ちゃんタイム」中に当選したBIGは無条件でスーパーとなる。赤7の場合はダブルライン揃いでスーパーが確定する（シングルラインでも可能性あり）。青7揃いは液晶演出での抽選となる。つまり、赤はリール制御、青はサブ基板抽選という特性。
スーパービッグ：15枚役の押し順・リプレイハズシとなる押し順を完全ナビ。シフト持ち越し機能搭載なので、安定した獲得が見込める。期待獲得枚数は630枚前後。
ノーマルビッグ：7枚役の押し順をナビ。リプレイハズシは自力で勝負（要ビタ押し）。当時にしては珍しく高い技術介入を要し、シフト持ち越し機能もあるため、出来不出来で大きな差となるポイントである。完全攻略時の期待獲得枚数は475枚前後。意図的に自力で15枚役・リプレイハズシの押し順を当てることも可能であるが、効果は極めて低い。
通常時の演出も秀逸であり、名物となった「タイプライター予告」はこの機種が最初である。
大量獲得機ではあるが、ツインBBを搭載したことで、確率もマイルドになり安心して遊技できる。しかし不二子ちゃんタイム中のボーナス連打に期待も持てるスペックなので、状況次第では大爆発級の出玉も可能である。
後継機に「主役は銭形」を2004年に発表。

## 関連商品
- 『SLOT!PRO DX～不二子2～』（2003年2月27日、日本テレネット、PlayStation 2用ゲームソフト）